# Maybe Baby
«Maybe Baby» es una canción escrita por Buddy Holly y Norman Petty, aunque se especula que este último no estuvo involucrado realmente en su composición, pero que aun así Holly lo incluyó en los créditos. La canción fue grabada por Buddy Holly y su banda The Crickets en 1957, siendo acreditada a The Crickets.

## Grabación
"Maybe Baby" fue grabada en la Tinker Air Force Base una base aérea en Oklahoma City, justo cuando The Crickets volvían del The Biggest Show Of Stars en 1957. The Crickets volvieron de ese viaje, pero mientras tanto, Norman Petty había tomado las cintas de las sesiones en Clovis, Nuevo México y junto al grupo The Picks, añadieron coros en las canciones. Durante la mañana del 29 de septiembre de 1957, en la esquina del cuarto principal, The Crickets grabaron esta canción junto a "Rock Me My Baby" y "You've Got Love", todas estas canciones más tarde aparecieron en su primer álbum de estudio, The "Chirping" Crickets.

## Lanzamientos
"Maybe Baby" fue editada en sencillo en 1958, con "Tell Me How", en el lado B. Este sencillo alcanzó el puesto n.º 17 en los Estados Unidos, y el puesto n.º 4 en el Reino Unido, fue distribuido por Brunswick Records con el catálogo 55053.
En 1964 la canción "Maybe Baby" fue reeditada en sencillo por Coral Records, y fue catalogada como 62407, con "Not Fade Away" en el lado B.

## Versiones
Una versión de Paul McCartney, admirador de Buddy Holly, fue usada como banda sonora de la película británica Maybe Baby.